# Herta (mythologie)
Pour les articles homonymes, voir Hertha.
Herta ou Hertha, dite également Hertus ou Herte, Herthe, mais aussi nommée Erda, Ertha, Nertha, Nerthus, est une divinité majeure de la mythologie germanique et mineure de la mythologie celtique. Cette divinité au sexe variable, tantôt féminine, tantôt masculine, tantôt ambivalente, symbolise la "Terre Mère", elle apparaît sous des formes mineures ou marginales dans le monde gaulois. Suivant différentes légendes germaniques tardives, cette première créature, sous sa forme féminine, aurait épousé Tuisto, le fils de Tis ou Tuis, considéré comme le premier être. Ce couple s'apparente à l'Ève et l'Adam biblique.
Ce dieu et/ou déesse illustre animant les cycles des saisons et de la vie, éternellement recommencés, semble exister dès les temps néolithiques. Cette divinité ambivalente fêtée au printemps et en automne est connue des peuplades celtes. Elle s'associe aux Dieux vanes ou vanir des peuplades nordiques. Elle est parfois associée aux grands espaces terrestres, mais aussi à la mer ou à l'océan, où se déroulent les cycles fondamentaux de la vie, selon les croyances anciennes. Elle préside aux transports et aux migrations.

## Culte en Gaule
Le culte semble d'ordre mineur, mais très commun. Le cycle de l'eau est souvent pris en référence. Ses petits temples solitaires se situent au voisinage de fontaines ou de sources remarquables, par exemple une source insolite, au milieu de l'eau (courante, marécageuse), dans une île, ou encore au milieu d'un milieu sec. Le premier christianisme l'a ici associée à des figures chrétiennes plutôt féminines. Par exemple, le nom Claire, Clara, Chiara ou Kiara apparaît dans les toponymes Clairefontaine ou Clarafontana. La plupart des saints chrétiens féminins ou masculins associés à la découverte de l'eau ou à une fontaine emprunte un aspect de cette divinité commune. N'oublions pas non plus les fontaines de jouvence des légendes.
Mais aussi, tous les saints chrétiens aux fonctions influencées par des génies protecteurs des grains et des récoltes peuvent être rapprochés de cette divinité. Les enfants de la divinité, à l'instar des jumeaux nordiques, Freyr et Freya, représentent plus volontiers les cycles de génération et d'abondance animale, par exemple l'élevage porcin. Ces divinités de seconde génération présentent une nette connotation sexuelle de lubricité et de luxure, qui a été éliminée par les strates successives de la christianisation.
Herta entretient un rapport singulier avec la nature végétale et animale.[réf. nécessaire] À l'instar de Njördr, elle symbolise le cycle de migration des saumons et leur fin dans les frayères des petites rivières ou ruisseaux qui les ont vus naître.

## Culte en Germanie
Elle faisait l'objet d'un culte notamment de la part  des Semnons, des Neudinges en Thuringes, des Avions, des Angles, des Eudons, des Varins, des Suardons, des Nuithons ainsi que des Lombards, Goths, Sarmates et Scythes.[réf. nécessaire]; 
Une île appelée Chaste lui est consacrée au milieu de la mer des Suèves". La statue de cette divinité était placée sur un char, au milieu d'une forêt appelée Castum nemus, toujours couvert d'un voile; ce char, traîné par deux génisses blanches, se promène, à des temps marqués, au milieu des nations germaniques. Il n'était permis qu'au seul prêtre de le toucher, car celui-ci savait le temps que la déesse qu'on y adorait, venait en ce lieu. Il suivait le char.
"Les inimitiés (étaient) suspendues, et pour un moment les forêts du nord (cessaient) de retentir du bruit des armes, Le char était reçu avec beaucoup de solennités, les hommes pensant que la déesse interviendrait dans leurs affaires. Une fois la déesse rassasiée de la conversation des hommes, le char repartait vers le temple, en compagnie du prêtre. Alors on lavait le char dans un lieu secret, et les étoffes et la déesse elle-même; on se servait pour cela d'esclaves, qui étaient aussitôt après jetés et engloutis dans un lac voisin.
D'un point de vue agro-pastorale, la divinité préside à l'irrigation des prairies, à l'amendement des terres, aux migrations saisonnières et à la transhumance des éleveurs et de leur bétail. Dans les mythologies nordiques tardives, Herta et ses émanations ou sa descendance se fondent dans les entités vanes qui animent les cycles réguliers de la vie.

## Assimilation gréco-romaine
Herta sous ces formes variées ne peut être anthropisée, humanisée ou assimilée adéquatement à un dieu du panthéon gréco-romain. Déméter est une puissance influencée par l'événement, par exemple la perte régulière de sa fille adorée Proserpine. Herta correspond, elle, à la description des multiples cycles de la vie. Comment représenter pêle-mêle l'apport d'alluvions par les crues régulières de fleuves, l'aller et retour des grandes espèces migratrices, l'éveil printanier de la végétation ou la coloration fanée autumnale des herbes et des feuillages ? [réf. nécessaire]
La signification d'Herta est bien plus à corréler aux cycles temporels, aux mouvements généraux des êtres dans l'espace, aux calendriers anciens ou à la terre géographique et écologique actuelle qu'à la terre ou glèbe paysanne. Les maîtres des domaines christianisés de l'ancienne Gaule à partir du Ve siècle ont fait perdurer sous une forme rituelle admissible ou adaptée les modestes hiérophanies impliquant des aspects traditionnels associés à Herta. [réf. nécessaire]
Vossius, conjecture que cette déesse Hertus, doit être la Cybèle romaine dont le culte est importé d'Asie mineure; mais il est plus vraisemblable qu'il s'agisse de la Terre.

## Signification du nom
Herta, Herte ou aussi Herthe, herth, signifiant dans les langues anglaise, allemande, suédoise, runique, arabe et hébraïque (faux eretz en hébreu mais ce nom n'a aucun lien avec Herta) le mot: terre. [réf. nécessaire]

## Dénomination savante de lieux de culte solaire
Il existe dans la plaine anglaise du comté de Salisbury, des amas de pierres circulaires, que plusieurs savants croient avoir été un temple de la déesse Herte[réf. nécessaire]; on nomme ces pierres: Stone-henges, c'est-à-dire : pierres pendues, parce qu'elles sont mises les unes sur les autres, de manière qu'elle paraissaient être en l'air. Aucune preuve ne vient appuyer cette interprétation qui n'est que le fruit de l'imagination[réf. nécessaire]. Les anciens appelaient cette espèce de monument du nom de Chorea gigantum
Le culte de cette déesse se propagea jusqu'en Celto-Lygie.